# Верн-сюр-Сеш
Верн-сюр-Сеш (фр. Vern-sur-Seiche) — коммуна на северо-западе Франции, находится в регионе Бретань, департамент Иль и Вилен, округ Ренн, кантон Жанзе. Расположена в 9 км к юго-востоку от Ренна, на берегу реки Сеш. В центре коммуны находится железнодорожная станция Верн линии Шатобриан-Ренн.
Население (2018) — 8 049 человек. 

## Достопримечательности
- Каменный мост де Вогон через реку Сеш; построен в 1757 году по приказу губернатора Бретани герцога д'Эгиойна
- Церковь Святого Мартина XVII—XIX веков

## Экономика
Структура занятости населения:
- сельское хозяйство — 1,2 %
- промышленность — 13,6 %
- строительство — 5,8 %
- торговля, транспорт и сфера услуг — 62,0 %
- государственные и муниципальные службы — 17,3 %

Уровень безработицы (2018) — 7,0 % (Франция в целом —  13,4 %, департамент Иль и Вилен — 10,4 %). 

Среднегодовой доход на 1 человека, евро (2018) — 24 930 (Франция в целом — 21 730, департамент Иль и Вилен — 22 230).

## Демография
Динамика численности населения, чел.

## Администрация
Пост мэра Верн-сюр-Сеша с 2020 года занимает Стефан Лаббе (Stéphane Labbé). На муниципальных выборах 2020 года возглавляемый им независимый список победил в 1-м туре, получив 52,08 % голосов.
| Период | Период | Фамилия        | Партия                  | Примечания                                         |
| ------ | ------ | -------------- | ----------------------- | -------------------------------------------------- |
| 1977   | 1995   | Эжен Дуар      | Разные левые            | директор отделения страховой компании CRAMB-CARSAT |
| 1995   | 2012   | Жан-Клод Эгрон | Социалистическая партия | руководитель службы мэрии                          |
| 2012   | 2020   | Дидье Муайон   | Социалистическая партия | руководитель строительного агентства               |
| 2020   |        | Стефан Лаббе   | Разные правые           | заместитель директора компании                     |

## Города-побратимы
- Швальбах, Германия